# Fredrik Ohlsson
Carl Fredrik Walter Ola Ohlsson (født 12. juni 1931 i Ulricehamn, død 18. november 2023 i Stockholm) var en svensk skuespiller, der var aktiv i mange revyer, musicals og dramaserier. Han er bedst kendt for sin rolle som Hr. Settergren i tv-serien Pippi Langstrømpe (1969).

## Liv og karriere
Fredrik Ohlsson var søn af Hugo Walter Ohlsson (1896-1978) og hans hustru Irma Tora Sofia, født Brusewitz (1899-1964). Han gik på kostskole i Storfors, hvor han begyndte at interessere sig for komedie. Ohlsson aftjente værnepligt og fik lektioner på en teaterskole, der var drevet af Axel Witzansky. Han søgte ind på Dramatens elevskola, men da det ikke lykkedes, tog han i stedet til London og fortsatte sine studier på Royal Academy of Dramatic Art. Det var også her at Ohlsson leverede en bemærkelsesværdig præstation i Henrik Ibsen-stykket Hedda Gabler i 1957.
Efter sit ophold i London vendte Ohlsson tilbage til Sverige og fik debut på Lilla Teatern i 1959, hvor han spillede overfor Signe Hasso. Hans store gennembrud var i musicalen Hvordan man lykkes i erhvervslivet uden rigtig at gøre sig umage, der blev opført på Oscarsteatern. Han tilbragte mange år på Uppsala stadsteater og senere på Helsingborgs stadsteater fra 1959 til 1978, hvorefter han endte på Dramaten.
Fredrik Ohlsson fik sin filmdebut i Med fara för livet (1959). Han medvirkede også i Hasse Ekmans satiriske tv-serie Niklasons fra 1965. En af hans mere velkendte roller var som Hr. Settergren, far til Tommy og Annika, i tv-serien Pippi Langstrømpe (1969). Serien, der var baseret på Astrid Lindgrens børnebøger, blev efterfulgt af to spillefilm i 1970, hvor han gentog rollen. Ohlsson havde også mindre roller i de danskproducerede film Hærværk (1977) og Vil du se min smukke navle? (1978).

## Privatliv
Fredrik Ohlsson blev i 1964 gift med Anita Ohlsson. De fik to børn, sønnen Carl Johan Lukas (født 1964) og datteren Maria Elisabeth (født 1968). Parret blev skilt i 1971. Samme år mødte Ohlsson sangerinden Siw Malmkvist. De boede sammen indtil hans død i 2023. Ohlsson og Malmkvist fik en søn, Carl Henrik Ohlsson (født 1973).
Udover sin skuespillerkarriere var Fredrik Ohlsson præsident for Svenska Biljardförbundet. Han var også tilhænger af fodboldklubben Örgryte IS.
Ohlsson døde efter længere tids sygdom den 18. november 2023. Han blev 92 år gammel.

## Udvalgt filmografi
- Med fara för livet (1959)
- Himmel och pannkaka (1959)
- Siska (1962)
- Niklasons (tv-serie, 1965)
- Het snö (1968)
- Pippi Langstrømpe (tv-serie, 1969)
- Pippi Langstrømpe på de syv have (1970)
- Pippi stikker af (1970)
- Hærværk (1977)
- Vil du se min smukke navle? (1978)
- Du er skrupskør, Madicken (1979)
- En flicka på halsen (1982)
- Madicken (tv-serie, 1983)
- Jönssonligan får guldfeber (1984)
- Varuhuset (tv-serie, 1987-1989)
- Råttornas vinter (1989)
- Jerusalem (1996)
- Beck (tv-serie, 2001-2002)
- Mænd der hader kvinder (2009)
- Between Two Fires (2010)